# امیلی کری
امیلی کری (انگلیسی: Emily Carey؛ زادهٔ ۳۰ آوریل ۲۰۰۳) بازیگر اهل بریتانیا است. وی از سال ۲۰۱۳ میلادی تاکنون مشغول فعالیت بوده‌است.
از فیلم‌ها یا برنامه‌های تلویزیونی که وی در آن نقش داشته‌است می‌توان به توم ریدر و زن شگفت‌انگیز اشاره کرد.

## فیلم‌شناسی
| سال  | عنوان                   | نقش                          | یادداشت | منا.        |
| ---- | ----------------------- | ---------------------------- | ------- | ----------- |
| ۲۰۱۷ | زن شگفت‌انگیز            | ۱۲ سالگی واندر وومن          |         | [ ۲ ]       |
| ۲۰۱۸ | مهاجم مقبره             | ۱۴ سالگی لارا کرافت          |         | [ ۳ ]       |
| ۲۰۲۰ | آناستازیا: روزی روزگاری | آناستازیا نیکولائونا رومانوا |         | [ ۴ ]       |
| ۲۰۲۰ | آنه فرانک کجاست؟        | آنه فرانک                    | صدا     | [ ۵ ]       |
| ۲۰۲۱ | دختران گمشده            | نوجوانی وندی دارلینگ         |         | [ ۶ ] [ ۷ ] |

| سال       | عنوان             | نقش                 | یادداشت | منا.               |
| --------- | ----------------- | ------------------- | --- | ------------------ |
| ۲۰۱۴–۲۰۱۷ | سانحه             | گریس بوچامپ         | اپیزود ۳۴ | [ ۸ ] [ ۹ ] [ ۱۰ ] |
| ۲۰۱۶      | هودینی و دایلی    | مری کنون دایلی      | اپیزود ۶ | [ ۴ ]              |
| ۲۰۱۹      | چارلی رو بیدار کن | بی                  | اپیزود ۱ | [ ۱۱ ]             |
| ۲۰۲۰      | حتی               | میکا                | نقش اصلی | [ ۱۲ ] [ ۱۳ ]      |
| ٢٠٢٢      | خاندان اژدها      | آلیسنت های‌تاور جوان | نقش اصلی؛ ۵ قسمت: «وارثان اژدها»، «شاهزاده سرکش»، «دوم در نامش»، «پادشاه دریای باریک» و «ما راه را روشن می‌کنیم» |                    |

| سال  | عنوان              | هنرمند                    | منا.   |
| ---- | ------------------ | ------------------------- | ------ |
| ۲۰۱۴ | «عزیزم بیرون سرده» | ایدینا منزل و مایکل بوبله | [ ۱۴ ] |